# Avianca Costa Rica
Avianca Costa Rica, anteriormente LACSA Líneas Aéreas Costarricenses, é uma companhia aérea da Costa Rica que opera sob a bandeira da Avianca Holdings.

## Destinos noBrasil
A Avianca Costa Rica opera no Aeroporto Internacional Presidente Juscelino Kubstichek, em Brasília, com um voo que vai a San José (Costa Rica), com escala em Bogotá (Colômbia).